# Yosuke Saito
Yosuke Saito (Tokio, 7 april 1988) is een Japans voetballer.

## Carrière
Yosuke Saito speelde tussen 2000 en 2012 voor Yokohama F. Marinos, Zweigen Kanazawa, Albirex Niigata FC en Gulbene. Hij tekende in 2012 bij Ventspils.